# Парламентские выборы в ЮАР (1981)
Парламентские выборы в Южной Африке проходили 29 апреля 1981 года. Национальная партия под руководством Питера Боты одержала убедительную победу, хотя и потеряла несколько депутатских мест, получив 131 из 165 избиравшихся мест Палаты собраний.
Палата собраний была расширена за счёт добавления 12 членов парламента, которые назначались Государственным президентом Южно-Африканской Республики, и 8 депутатами, избиравшиеся депутатами, избранными в ходе прямых выборов. Дополнительные депутаты избирались по пропорциональной системе единого передаваемого голоса.
Прогрессивная федеральнай партия усилила своё представительство, получив 26 мест, укрепив положение как официальной оппозиции. Восстановленная национальная партия получила 14,1% голосов избирателей, но ни одного места парламента.

## Конституционные изменения
На выборах 1981 года впервые со времени упразднения Сената в том же году Палата собраний стала единственной палатой парламента. Кроме этого, эти выборы стали последними, проводившимися по Конституции 1961 года, по которой Южная Африка стала республикой, но сохранила Вестминстерскую парламентскую систему.

## Результаты
| Партия | Партия                              | Лидер                     | Голоса  | %       | Избираемых мест | Прочих мест | Всего мест |
| ------ | ----------------------------------- | ------------------------- | ------- | ------- | --------------- | ----------- | ---------- |
|        | Национальная партия                 | Питер Бота                | 777 558 | 56,96%  | 131             | 11          | 142        |
|        | Прогрессивная федеральная партия    | Фредерик ван Зил Слабберт | 265 297 | 19,44%  | 26              | 1           | 27         |
|        | Восстановленная национальная партия | Йаап Марес                | 192 304 | 14,09%  | 0               | 0           | 0          |
|        | Новая республиканская партия        | Вос Реу                   | 106 764 | 7,82%   | 8               | 0           | 8          |
|        | Прочие                              |                           | 23 044  | 1,68%   | 0               | 0           | 0          |
|        | Всего                               |                           |         | 100,00% | 165             | 12          | 177        |